# 大納言光子
大納言光子（だいなごんみつこ、1985年7月29日 - ）は、日本のお笑い芸人。東京都出身。松竹芸能所属。

## 来歴・人物
（）
- 特技はものまね、フリースタイルダンス（小学生の頃からずっとやっている[2]）、振付、英語[2]）、グラフィティアート、食べ歩き、旅行、映画・舞台鑑賞、写真、歌、ラップ。好きなものは「Adidas originals」のブランド[3]。
- 書道は特待生上の資格あり。
- 18歳の高校卒業時にダンスでは仕事をもらえず、その代わりに身近の人に笑ってもらうのをうれしく感じていたことが芸人を目指す一つのきっかけともなったが、その時は踏ん切りがつかなかった[2]。
- ニューヨークに6年間留学経験有り。ダンス教室での友人がニューヨークに住むと言い出したことと、その当時のダンス教室の先生がジャネット・ジャクソンらの振付師であるトバリス・ウィルソン（Tovaris Wilson）で、話しかけたくても英語がしゃべれなかったことから英語も勉強したいと思って留学を決め、2006年から2012年まで渡米[2]。「SKINダンスカンパニー」に所属し、アポロシアターアマチュアナイト、シルク・ド・ソレイユアニバーサリーイベントに出演。
- 2013年4月に松竹芸能お笑いタレントスクール23期生として入学し、活動を開始[4]。2014年4月にデビュー[2]。これと並行して、知人に紹介されてものまねなどのネタを活かしたショーパブのアルバイトを始める[2]。
- 2014年、第2回ムーンウォーク世界大会 おもしろ部門 優勝。
- 2017年4月から1か月間、在カナダ日本国大使館がカナダ建国150周年を記念して企画した『カナダの笑顔を探す旅』に参加[2]。
- ユニット『SBK48』のメンバーでもあり、SBK48ではダンスの振付も担当している。

## ものまねレパートリー
萬田久子には高校生の頃から似ていると言われていた。。
中居正広のものまねは中学生の時からやっていた。。
ものまねは大好きだが、本当は自身がものまねされたい夢がある。。
（以下、公式プロフィール より。）
- 柴田理恵
- コシノジュンコ
- 田嶋陽子
- 中居正広
- 山田満知子（フィギュアスケートコーチ）
- 萬田久子
- ドン小西
- ブルゾンちえみ
- いとうあさこ
- 安生洋二
- 六角精児
- 高梨沙羅
- AI美空ひばり
- 長州力
- 山口智子
- 松たか子
- あいみょん
- NiziU
- LISA（m-flo）
- ニューヨーカー
- ベトナム人
- 韓国人
- 仲里依紗
- フワちゃん
- 伊藤沙莉
- ブルーノ・マーズ
- 清野菜名

- 高見盛
- タモリ
- 浜野謙太
- パク・ジニョン（J.Y. Park）
- 安生洋二
- 住田萌乃 （Foorin）
- 篠原涼子
- 菜々緒
- 安室奈美恵
- 有村架純
- 土屋太鳳
- 山口紗弥加
- 安藤サクラ
- 前野朋哉
- サンボマスター
- 伊藤修子
- 白石加代子
- 山川穂高（プロ野球選手）
- 水曜日のカンパネラ
- 江口のりこ
- 宮下草薙
- 山田邦子
- 白石麻衣（乃木坂46）
- 那須川天心
- 中島唱子
- 中島美嘉
他

## 出演

### テレビ
- うつけもん（フジテレビ）
- 爆笑そっくりものまね紅白歌合戦スペシャル（フジテレビ）- 松木坂46（SKB48）として出演。ジャニーズメドレーなどの振付も担当。
- とんねるずのみなさんのおかげでした・細かすぎて伝わらないモノマネ選手権（フジテレビ）
- ものまね王座決定戦（フジテレビ）
- 関ジャニ∞クロニクル（フジテレビ）
- コサキン・天海の超発掘!ものまねバラエティー マネもの（フジテレビ）
- ものまねグランプリ（日本テレビ）
- 女神のマルシェ（日本テレビ）」
- 世界まる見え!テレビ特捜部（日本テレビ）（SBK48として出演）
- OBvs現役 プロ野球好珍バトル2018夏（日本テレビ）- 2018年7月15日。山川穂高のものまねで出演[5]。
- 逃げるは恥だが役に立つ（TBS）- 第4話
- その他の人に会ってみた（TBS）- 不定期出演。番組から「その他ファミリー」とされる[6]。
- WADAIの王国（TBS）
- 買い運!おびマルシェ（TBS）
- ビートたけしの独立してマージン分ギャラ下げるからあと2回ヤラせてTV（TBS）
- 名医のTHE太鼓判!（TBS）
- ABChanZoo（テレビ東京）
- おはスタ（テレビ東京）
- じゅん散歩（テレビ朝日）- 「ものコンシェルジュ」コーナー出演
- オスカル!はなきんリサーチ（テレビ朝日）
- ヤバイかスゴイか カミヒトエ!（テレビ朝日）
- ゴジカル!（四国放送）
- 東京オーディション(仮)（TOKYO MX）
- ひるキュン!（TOKYO MX）
- OH!舞DA PUMP!!（dTV）
- 大堀商事小島事業部新人山根（アイドル専門チャンネルPigoo）- 第27回
- 深夜に発見!新shock感 〜一度おためしください〜（テレビ東京）- 2019年11月17日
- ザ!世界仰天ニュース（日本テレビ）- 2021年10月5日『仰天チェンジコーナー』再現VTR[7]
- ザ・細かすぎて伝わらないモノマネ（フジテレビ）
  - 2021年12月11日放送回では、ベルサイユとの共演で「中津城にある毎回誤作動を起こすおみくじからくり人形」のネタを演じ[8]、決勝へ進出した[9]。
  - 2022年12月17日放送回では、フレサワソラとの共演で「ガスト・しゃぶ葉の猫型配膳ロボット」のネタを演じ[10]、決勝へ進出して「見たい!（特別賞）」に入賞した[11][12]。
- 冗談騎士 年またぎスペシャル 冗–1グランプリ2021（BSフジ）- 2021年12月31日　なすなかにしのユニットコントメンバーとして出演[13]。
- ものまね芸人151人がガチで選んだ いま本当にスゴい！ものまねランキング2022（テレビ東京）- 2022年1月2日[14]

### 舞台
- シャバダバダンスプレゼンツ「カゼニフカレテワルツ」（2018年5月6日～5月7日、ビートニクスタジオ）

### ミュージックビデオ
- DEBUと言われて（HY仲宗根泉）

### CM・広告
- 東京海上日動「挑戦シリーズ・READY TO GO! 東京2020への挑戦篇-A」

### その他の活動
- カナダ観光局 「LOVE CANADA 150笑顔でつなぐ旅」 カナダ横断ブログ